# Atentado contra Canal 2
El atentado contra Canal 2 ocurrió el 5 de junio de 1992. Fue un atentado con coche bomba, perpetrado por la organización terrorista Sendero Luminoso contra la sede principal del canal de televisión Canal 2, en la avenida Salaverry del distrito de Jesús María, de la ciudad de Lima, capital de Perú. El hecho se llevó a cabo cuando un camión de la Marina de Guerra —el cual había sido robado dos horas antes y cargado con 600 kilos de dinamita y ANFO— se dirigió hacia la fachada de la mencionada emisora y estalló. Las instalaciones de la estación de televisión quedaron destruidas, por lo que tuvieron que ser reconstruidas.
Los fallecidos fueron Alejandro Pérez (productor del informativo 90 segundos) y los vigilantes Javier Requis y Teddy Hidalgo.